# Natuurbescherming in Nederland
Natuurbescherming in Nederland is omstreeks 1880 begonnen. Op dat moment werd de eerste wetgeving voor natuurbescherming ingevoerd, bedoeld om bepaalde nuttige dieren te beschermen. Bovendien  roerden zich toen de eerste burgers die pleitten voor bescherming voor monumenten der natuur, zoals Frederik Willem van Eeden. De doelen van de Nederlandse natuurbeschermers zijn en waren het beschermen van delen van de natuur, zowel soorten planten en dieren als hun leefgebieden en bepaalde landschappen, alsmede overblijfselen van menselijke cultuur.
De vormgeving van het natuurbeschermingsstreven veranderde verscheidene malen. In de loop van de 20e eeuw en vooral na 1970 is natuurbescherming uitgegroeid tot een belangrijke maatschappelijke sector met vele particuliere en overheidsinstanties, vele wettelijke regelingen en honderdduizenden ha natuurterrein.

## Het begin
In de laatste decennia van de 19e eeuw en de eerste decennia van de 20e eeuw groeide in Nederland langzaam een natuurbeschermingsbeweging, geïnspireerd door Duitse, Engelse en Amerikaanse voorbeelden. In Nederland speelden daarbij kunstenaars, onderwijzers, zakenlieden en enkele biologen een belangrijke rol. Lokale initiatieven kwamen samen in nationale organisaties als de Vereniging tot Bescherming van Vogels (1899), de Nederlandse Natuurhistorische Vereniging (1901), de Nederlandse Vereniging tot Behoud van Natuurmonumenten in Nederland, kortweg Natuurmonumenten (1905). De namen van de bekende onderwijzer Jac. P. Thijsse en assuradeur Pieter van Tienhoven komen we vrijwel in al deze organisaties tegen. Deze natuurbeschermers streefden naar de aankoop van natuurreservaten, met als eerste het door vuildumping bedreigde Naardermeer (in 1905). Voor de aankoop was er geregeld succesvol overleg met geldschieters uit de zakenwereld en de adel. De terreinen werden doorgaans in eigen beheer genomen. Verder was er aandacht voor propaganda, voorlichting en educatie. Hiervoor kwam er het Comité tegen verontreiniging van natuur en stad (1939, uiteindelijk in 1960 opgegaan in het IVN). Ook ontstond er een eigen jeugdorganisatie (de NJN, 1920). Ten slotte werd er druk uitgeoefend op lokale, provinciale en nationale overheden om wetten en regelingen in te voeren. Dit was niet zonder succes; in verschillende gemeenten en provincies kwamen daadwerkelijk reservaten tot stand of werden er verordeningen ingevoerd om natuur veilig te stellen. Ook werden  natuurbeschermingsinitiatieven in de koloniën ondernomen. Daarbij ontstonden vele tientallen natuurreservaten (330.000 ha) en wildreservaten (23.000.000 ha) in Indonesië.
De Nederlandse rijksoverheid was aanvankelijk niet bijster actief maar nam toch enkele initiatieven, zoals de invoering van de 'Nuttige  dierenwet' en de aanwijzing van staatsnatuurreservaten.

## Natuurmonumenten en reservaten
In Nederland werd het eerste natuurreservaat, het Naardermeer, door Natuurmonumenten aangekocht na acties van onder meer Heimans en Thijsse. De aankoop vormde tevens de aanleiding voor de oprichting van de Vereniging Natuurmonumenten (let op de overeenkomst met het Duitse woord Naturdenkmäler).
Voor aankoop en beheer van de staatsnatuurmonumenten was Staatsbosbeheer verantwoordelijk. Deze organisatie werd eind 19e eeuw door de Nederlandse Staat opgericht voor het aanplanten en onderhouden van bossen voor houtproductie. Dit gebeurde destijds voor een belangrijk deel op ontgonnen heidevelden. Ook in duingebieden werden bossen aangelegd. Sinds het begin van de twintigste eeuw heeft Staatsbosbeheer ook natuurreservaten: het eerste was de Muy op Texel. Aangezien bossen bij veel mensen een natuurervaring oproepen is het beschermen van natuur door een bosbouwer niet zo'n onlogische stap. In de jaren twintig en dertig richtte Natuurmonumenten provinciale dependances op, die later verzelfstandigden. Deze Provinciale Landschappen zijn particuliere natuurterreinbeherende instanties op provinciaal niveau. Elke provincie heeft haar eigen "landschap." Ze zijn mede opgericht als reactie op de ontginningen uit de periode voor de Tweede Wereldoorlog, toen er veel gebieden "veiliggesteld" moesten worden. De provinciale landschappen zijn als rechtspersoon een stichting, met uitzondering van 'It Fryske Gea', dat een vereniging is. Stichting De12landschappen is de tweede grootste natuurbeheerder in Nederland (na Staatsbosbeheer). Naast deze grote drie zijn er nog vele andere eigenaars van natuurgebieden (geweest) zoals de dienst domeinen, het ministerie van Defensie en particuliere boseigenaren. Drinkwaterbedrijven zijn met een areaal aan waterwingebieden en grondwaterbeschermingsgebieden van 122.000 ha en 21.000 ha natuurgebied in eigen beheer de vierde natuurbeheerder van het land. Dunea en PWN gebruiken de duinen langs de Noordzeekust voor infiltratie van water voor de drinkwaterproductie. De waarde van deze grote duingebieden is zo groot dat het overgrote deel daarvan ook als beschermd Natura 2000-gebied is aangewezen.

## Het gehele buitengebied
Nadat duidelijk was geworden dat niet alle gewenste natuur aangekocht kon worden, werd er naar andere middelen gezocht. Zo werd in 1932 de Contact-Commissie voor Natuur- en Landschapsbescherming opgericht, die was bedoeld om  natuurorganisaties in de breedste zin des woords te bundelen, maar ook om samen een vuist te kunnen maken tegen ingrepen van allerlei aard in het landelijke gebied. Hierbij waren vanaf de jaren twintig ook planologen en recreantenorganisaties als de ANWB betrokken. De Contact Commissie had als voorzitter het Kamerlid Beumer en later het PvdA-Kamerlid Van der Goes van Naters, en als vicevoorzitter de voorzitter van de ANWB. Ook ruimtelijke ordening werd in deze periode op rijks- en regionaal niveau vormgegeven waarin vaak een belangrijke plaats was ingeruimd voor natuurbeschermingsplannen. De particuliere natuurbeschermers maakten in 1939 een lijst van ruim 300 te beschermen natuurterreinen om deze van de ontginningen te redden; de lijst werd in 1942 onderdeel van het zogenaamde Nationale Plan, een soort rijksnota voor ruimtelijke ordening.

## Internationaal
Enkele Nederlanders hebben een belangrijke rol gespeeld in de opkomst en vormgeving van internationale natuurbescherming, met name Pieter van Tienhoven, die onder meer betrokken was bij Afrikaanse nationale parken. Hij stond aan de wieg van de Nederlandse commissie voor internationale natuurbescherming (1925). Ook in de koloniën zijn natuurgebieden gesticht, mede op aandrang van deze commissie, met name in voormalig Nederlands-Indië maar ook in Suriname en de Nederlandse Antillen. In Nederlands-Indië was in 1912 een eigen natuurorganisatie opgericht, de Nederlandsch Indische Vereeniging tot Natuurbescherming, die eveneens ijverde voor natuurreservaten en betere wetgeving.

## Soortbescherming
Naast de vogelbescherming ontstonden in de loop van de tijd vele andere organisaties die zich op bepaalde soorten groepen richtten, zoals Sovon Vogelonderzoek Nederland (SOVON), De Vlinderstichting, Zoogdiervereniging VZZ, Floron (Stichting Floristisch Onderzoek Nederland), Reptielen Amfibieën Vissen Onderzoek Nederland (RAVON) en Das & Boom.

## Natuur en milieu
Verscheidene organisaties hebben natuur en milieu in het algemeen als werkterrein, al dan niet in bepaalde regio's. Hun activiteiten vallen deels direct, deels indirect onder natuurbescherming. Direct, waar zij zich inzetten voor het behoud van natuurgebieden (bijvoorbeeld oerbossen, heidegronden, of groen, dat dreigt te moeten wijken voor "ontwikkeling") en indirect, waar zij zich inzetten voor het leefmilieu; (zure regen bijvoorbeeld tast ook natuurlandschappen aan). De meest bekende in Nederland zijn:
- Milieudefensie
- Stichting Natuur en Milieu
- de Provinciale Milieufederaties
- de Waddenvereniging.

## Natuur- en milieueducatie (NME)
Landelijke organisaties die zich bezighouden met natuur(beschermings)- en milieueducatie zijn IVN (voorheen Instituut voor Natuurbeschermingseducatie) en Stichting Veldwerk en de KNNV (Vereniging voor Veldbiologie); daarnaast zijn er vele lokale natuur- en milieueducatieve of NME-centra.

## Overheidsbeleid
Het beleid van de Nederlandse nationale overheid wordt gemaakt door het Ministerie van Economische Zaken (EI). Een van de belangrijkste pijlers van dit beleid is de ecologische hoofdstructuur Natuurnetwerk Nederland (kortweg EHS), die volgens de oorspronkelijke plannen uiteindelijk ruim 700.000 ha zou moeten omvatten, oftewel een uitbreiding van het areaal natuurgebied met ongeveer 50%. De EHS bestaat uit een netwerk van met elkaar verbonden natuurgebieden. De bedoeling is dat door die aaneenkoppeling van natuurgebieden de versplinterde leefgebieden zich aaneensluiten waardoor soorten zich kunnen verspreiden. Binnen de EHS wordt onderscheid gemaakt tussen:
- Kerngebieden: belangrijke grote natuurreservaten.
- Natuurontwikkelingsgebieden: gebieden waar de kwaliteit van natuur in eerste instantie vrij gering was, maar waar door een herinrichting en/of ander beheer deze vergroot moet worden.
- Verbindingszones: gebieden die verschillende eenheden van de EHS met elkaar verbinden. Het kunnen in principe ook beken, oevers van beken of andere lintvormige landschapselementen zijn.

De uitvoering van de EHS is gedecentraliseerd en toebedeeld aan de provincies. Zij hebben (soms) een eigen variant gemaakt: de Provinciale Ecologische Hoofdstructuur (PEHS).
De wettelijke basis voor natuurbescherming in Nederland vormden de Natuurbeschermingswet, de Flora- en faunawet en de Boswet. Na onder meer een internetconsultatie is nieuwe overkoepelende wetgeving tot stand gekomen. Per 1 januari 2017 is deze Wet Natuurbescherming van kracht.
Nederland geeft gemiddeld 0,1% van het bruto nationaal product uit aan natuurbescherming. De langzame groei van het budget is alleen gedurende de economische crises in 1981 en 2011 onderbroken door forse bezuinigingen. De in 2011 aangekondigde zeer forse bezuinigingen die een trendbreuk zouden betekenen, gingen volgens het Stabiliteitsprogramma Nederland 2012 gedeeltelijk niet door.